# 정덕구
정덕구(鄭德龜, 1948년 11월 1일~ )는 대한민국의 정치인이다. 본관은 하동이다.

## 생애
정덕구(鄭德龜, 1948년 11월 1일 ~ )는 대한민국의 경제 관료이자 국제 정치 외교 안보를 전문으로 연구하는 학자(Think Tanker)이다.
대표 약력으로는 제 1대 재정경제원 차관, 제 2대 산업자원부 장관직을 지냈다.
본관은 하동이며, 충청남도 당진 출신이다. 2007년부터는 동북아전문 연구기관인 NEAR재단의 이사장직을 지내고 있다.
1997년 외환위기 당시 경제부 차관보를 지내던 그는 IMF와 뉴욕 외채협상 수석대표를 맡았다. IMF 외환위기 초기부터 협상 및 극복 과정에서 총괄 지휘관 역할을 했다. 그 후 재정경제부차관, 산업자원부장관을 역임했다. 서울대 국제대학원 교수 및 국제금융연구센터 소장, 중국 북경대 초빙 교수, 제 17대 국회의원을 지냈다.
장관 퇴임 후 학자의 길을 걸으며 지난 20년간 수많은 저서를 발간하며 학자의 길을 걸어왔다. 그가 이사장으로 있는 NEAR재단은 동북아시아 정치, 경제, 문화의 협력관계를 집중 연구하는 대한민국 대표 순수, 민간, 독립 싱크탱크이다.
중국 연구, 국제 정세 연구, 한-미-중 미래 관계 연구, 동북아 3국의 화해·공존·공영을 집중적으로 연구하며, "세계 질서에 관한 NEAR 글로벌 프로젝트", "NEAR 한중일 서울 프로세스", "국적있는 중국 연구" 등을 진행한다. 국내 사회 문제 연구로는 "시장경제와 사회 안전망 포럼", "한국 외교안보 전략연구 포럼" 등을 진행하고 있다.

## 학력
- 배재고등학교 졸업
- 고려대학교 상학과 학사
- 위스콘신 대학교 매디슨 경영대학원 경영학 석사

## 경력
- 제4회 공인회계사 합격
- 제10회 행정고시 합격
- 국세청 근무
- 재무부 경제협력국, 국제금융국 국장
- IMF 뉴욕 외채협상 수석대표
- 재정경제원 대외경제국 국장 (이사관)
- 재정경제원 아시아유럽정상회의(ASEM)준비기획단 사업추진본부장 (관리관)
- 재정경제원 기획관리실 실장 (관리관)
- 제1대 재정경제부 차관
- 금융통화위원회 위원
- 제2기 노사정위원회 실무위원
- 제2대 산업자원부 장관
- 민주당 총재경제특별보좌역
- 서울대학교 국제지역원 초빙교수
- 서울대학교 국제지역원 국제금융연구센터 소장
- 중국 북경대학교 초빙교수
- 열린우리당 민생경제특별본부장
- 열린우리당 재정경제안정정책책진위원
- 대통합민주신당 국제금융행정교육특임고문
- 국회 연구모임 '시장경제와 사회안전망 포럼' 대표
- 제17대 국회 전.후반기 재정경제위원회 위원
- 중국 인민(人民)대학교 재정금융학원 초빙교수
- 서울대학교 국제대학원 교수
- 고려대학교 경영대학원 초빙교수
- 한나라당 산업행정연구위원
- 국제회계기준재단(IFRS) 한국이사
- 중국사회과학원(CASS) 정책고문
- 니어재단(North East Asia Research) 이사장 (2007년 ~ 현재)

## 역대 선거 결과
|  | 38.26% |

|  | 33.24% |